# De stilte (hoorspel)
De stilte is een hoorspel naar het toneelstuk Silence (1968) van Harold Pinter. Hans Roduin vertaalde het en de KRO zond het (samen met Landschap) uit in het programma Dinsdagavondtheater op dinsdag 17 maart 1970. De regisseur was Léon Povel. Het hoorspel duurde 24 minuten.

## Rolbezetting
- Willy Brill (Ellen)
- Jules Croiset (Bates)
- Pieter Lutz (Rumsey)

## Inhoud
Een meisje en twee mannen geven zich over aan hun herinneringen, en zo er al sprake is van een dialoog, dan zijn dat herinneringsdialogen. Zij zijn alle drie op verschillende plaatsen, maar hun overdenkingen vormen tezamen een beeld waarin de verhouding wordt getekend van beide mannen ten opzichte van het meisje, dat hen wel aardig vindt, maar zichzelf en de wereld niet kent en haar weg niet weet te vinden.